# 川合勇太郎
川合 勇太郎（かわい ゆうたろう、1897年〈明治30年〉4月28日 - 1980年〈昭和55年〉10月30日）は、日本の民俗学者、民話・口承文芸研究家、口演童話家、地方史家、温泉史研究家、ジャーナリスト。青森県東津軽郡青森町（現・青森市）生まれ。20代で蘆谷蘆村に師事し、童話文学を学ぶ。1927年、子どもたちに民話・童話を語り聞かせる八戸童話会を仲間たちとともに結成。のちに同会の理事長も務めた。また十和田市（当時の三本木町、藤坂村）の郷土史も執筆した。青森県に伝わる民話や伝説を研究し、1939年には「民間伝承の会」（後の日本民俗学会）に入会。ジャーナリストとしては、三本木の日刊紙『南部日報』（1927年創刊）の編集長、『東奥日報』三本木支局長などを務めた。
戦後は八戸市で1945年に創刊された『デーリー東北』の営業局長、編集局長、専務社長代理などを歴任。ほかに八戸演劇研究協議会の代表を務めるなど八戸のさまざまな文化活動に携わった。1955年の上京後は、群馬県草津温泉を中心に広く温泉にまつわる史話・伝承などを収集し「温泉民俗学・温泉史研究家」の肩書も使用した。1970年代初頭には青森県の民話・伝説についての自身の研究の集大成となる『ふるさとの伝説 青森県の伝説散歩』、『青森県の昔話』を刊行した。

## 生涯

### 日本童話協会での活動
1897年（明治30年）4月28日、青森県東津軽郡青森町寺町（現・青森市）に生まれ、主に祖母のふぢ（南津軽郡藤崎町出身、1850年代生）に育てられた。1912年、青森高等小学校を卒業。その後、早稲田工手学校予科を経て東京工科学校に入学。土木科本科を出て、東京市役所道路局に勤めた。なおこの間、1910年代には早くも八戸の新聞『はちのへ』に寄稿し「伝説の陸奥」を連載している。
東京では蘆谷蘆村に師事し、小石川区関口町に住み、働きながら童話文学を学ぶ。1922年、蘆谷らが童話の研究・普及活動を目的とする日本童話協会（顧問：巖谷小波、常任幹事：蘆谷蘆村）を結成するとその会員となり、1923年から翌年にかけて同会の機関誌『童話研究』で「津軽の童話」を連載する。これは勇太郎が収集した津軽地方の民話を津軽方言のまま掲載したもので、全5回で20話が紹介されている。蘆谷蘆村はこの連載について、「殊に其の方言の使用によって、郷土的色彩の保存につとめたところ、原型の保存に忠実な態度、ともに敬服に値する」と評した。同時期に、千葉省三が編集する『童話』1924年3月号では「郷土童話 赤ん坊になった爺さんの話」が入選・掲載された。
またこのころ、東京で刊行されていた青森県出身者親睦のための月刊誌『陸奥の友』（1918年創刊、1927年終刊、編集顧問：秋田雨雀）では陸奥の伝説・民謡についての研究記事を連載している。『陸奥の友』では一時期、記者も務めた。雑誌『仏教童話と童謡』（1924年創刊、仏教芸術社、のち郷土芸術社）にも東北地方の伝説について書いている。
この時期に勇太郎は、岩手県の民話収集家で『遠野物語』の原話者でもある佐々木喜善と書簡を交わしている。自身の祖父母が体験したザシキワラシについて勇太郎が書き綴った書状（1923年2月23日付）が、佐々木喜善の1924年の論考「ザシキワラシの話」（『人類学雑誌』1924年6月）で引用されている。
勇太郎は日本童話協会で、機関誌『童話研究』に寄稿しただけでなく、会が主催する研究・懇談会等にも参加している。1924年4月3日には東京市小石川区林町小学校で樫葉勇が「兎と亀」を口演し、蘆谷蘆村が童話研究の講演をするなどの会が開催されたが、出席者15名の一覧には勇太郎の名もある。その後青森県に戻り八戸町に住んだ。

### 八戸大火と八戸童話会
1927年8月、八戸童話会の創立に参加する。発起人は、ともに八戸町立長者尋常小学校の教員であった沼館義郎と東政行（ひがし まさよし、1907-1945）。この2人は、1924年5月の八戸大火後、子どもたちに少しでも娯楽を提供しようと考え、大火の3か月後の8月10日、長者小学校の同窓会役員であった北村甚作と3人で、長者小学校の校庭で子どもたちに民話・童話を語り聞かせる最初の「おとぎ会」を開催していた。翌1925年には、8月7日から11日までの5日間、八戸毎日新聞の武藤勝美の提案で場所を八戸町長者山に移し、第1回「森のおとぎ会」が開催された。1926年の第2回「森のおとぎ会」には新たに勇太郎らも出演した。
そして大火から3年を経た1927年8月1日、同じ志を持ってそれぞれ活動していた人々が集まり、八戸町十六日町の天聖寺で八戸童話会が結成されることとなった。前述の発起人2人のほかに集ったのは、北村甚作、杉本末八、奥谷熊蔵、下斗米清、清水田広、天聖寺住職の成田龍観、そして勇太郎の7人。計9人での出発であった。なおこの創設メンバー9人は、前年、1926年の第2回「森のおとぎ会」にすでに全員出演あるいは協力している。1927年より「森のおとぎ会」は八戸童話会の主催となり、100年続く八戸の毎年の恒例行事となった。勇太郎は1955年に上京するが、その後も年一回の「森のおとぎ会」には参加し続けた。
勇太郎は1926年8月の第2回「森のおとぎ会」に出演し、八戸童話会結成数か月前の1927年春には、八戸で花祭りを主催し日本童話協会顧問の岸辺福雄、同協会常任理事の内山憲堂（内山憲尚）を招いている。八戸での勇太郎の活動は日本童話協会から、「青森県八戸町の会員川合勇太郎氏は古くからの童話蒐集家でありますが、近来同地を中心に盛んに童話運動を起して居られ、多数の会員を勧誘されて居ります。従来あまり振はない東北の童話界も、やうやく目ざめる時が来たやうであります」（『童話研究』1927年7月）と評された。その後に結成された八戸童話会は、樫葉勇、久留島武彦、安倍季雄らを八戸に迎えており、特に樫葉勇は1927年、1928年、1939年、そして戦後の1958年と八戸童話会のもとを複数回訪れ、童話の口演会などを行っている。
東京から青森県に戻り、八戸町常泉下町に住んだ勇太郎はこのころ、青森県の民話・伝説の研究者として八戸の『奥南新報』で「伝説童話」などの民俗記事を連載したりしており、その一方で雑誌『郷土（ふるさと）』や『ルンビニ』を発行し、三本木町の日刊紙『南部日報』（1927年4月創刊）の編集長を務めるなど、ジャーナリストとしても活動していた。

### 「懸賞民話伝説」1等入選と『津軽むがしこ集』の刊行
1926年10月、勇太郎に多くの昔話を聞かせてくれた祖母・ふぢが八戸で73歳で亡くなった。祖母の晩年になって、勇太郎は祖母の語る昔話を記録するようになっていた。
1928年9月、『東奥日報』が創立40周年記念で募集した「懸賞民話伝説」に、全20話の『青森県民話民間伝説』を投じ一等入選（賞金50円）。なお二等は、当時『東奥日報』の記者でのちに青森県知事になる竹内俊吉の『新田むかしこ集』であった。ほかの入選作に、八戸の民俗学者・小井川潤次郎の「蕪焼笹四郎」（等外入選二席）などがある。選考は民俗学者の中市謙三らが務め、99編の応募があった。結果は1928年9月1日付夕刊1面で発表され、入選作は同月6日より、一等作品から順に夕刊2面に連載された。
1930年には、上記の入選作を中心に編んだ『津軽むがしこ集』（または『津軽のむがしコ集』）を東奥日報社より刊行した。収録されている昔話は祖母・ふぢから聞いたものが多いが、「六部ば殺した話」と「歌で改心させた話」は母・ちえに聞かされたものである。
佐々木喜善は1931年に発表した論考「東北地方の民譚蒐集に就て」で、東北地方の民話採集があまり進んでいないことを嘆いているが、そのなかでも先駆的な成果として、自身の出した書籍のほか、森口多里、中道等の書籍、勇太郎の『津軽むがしこ集』などを挙げている。
柳田國男は1933年の論考書『桃太郎の誕生』で『津軽むがしこ集』から、勇太郎自身が採話した「瓜姫子と天の邪鬼」を要約・引用している。

### 十和田郷土史の執筆
関東大震災（1923年）からしばらくして青森県に戻り、それからの約30年を主に八戸で暮らした勇太郎だが、1928年ごろから1936年7月までは上北郡三本木町で暮らした。この地では郷土史研究もおこない、1929年には『三本木平と其開拓以前』を刊行している。郷土史のみならず、三本木に伝わる伝説も8編収録されている。1931年には『上北郡伝説集』を刊行した。
1936年には三本木町の新渡戸翁顕彰会から依頼を受け、『三本木平開拓小史』、『太素新渡戸傳翁』の2冊を編纂している。新渡戸傳は、八甲田山に由来する火山灰が堆積した不毛の地であった三本木原を開拓した人物である。
また、同年春には三本木町に隣接する上北郡藤坂村の相坂平耕地整理組合から依頼を受け、相坂平上水開墾記念の碑文と記念誌を作成することとなった。裏面の碑文を手掛けた「開墾記念碑」は1936年10月に建立され、編纂した『相坂平耕地整理組合の沿革と其事業』は1936年11月に刊行された。
1938年には、9か月かけて『藤坂村誌』を書き上げた（刊行は翌1939年）。勇太郎が郷土史執筆を手掛けた三本木町と藤坂村は1955年に合併して三本木市となり、翌年改称して十和田市となった。
なお、三本木町で暮らしていたころには、『東奥日報』の日曜付録として5年間発行された『サンデー東奥』（1929年〜1934年）に寄稿者として関わり、また『東奥日報』三本木支局長も務めた。
三本木町から八戸に戻ったのち、1939年には、柳田國男らが1935年に結成した「民間伝承の会」（後の日本民俗学会）の会員となった。

### 戦後の八戸での10年間
戦後の八戸では『デーリー東北』（1945年創刊）に勤め、営業局長、編集局長、専務社長代理などを歴任した。またこの時期に発行された週刊の新聞『週刊八戸』にも携わっている。1949年から1954年まで八戸商工会議所の議員を務めた。
文化方面では、1946年にアララギ派の歌人・木村靄村や山根勢五らが「八戸市周辺に在住する短歌の同好者」を中心に陸奥短歌協会を結成、年末までの約2か月で150名の会員を集め、翌1947年1月に歌誌『陸奥』創刊号を発行したが、1947年の発会記念式には勇太郎も参加している。1947年12月の『デーリー東北』主催の演劇コンクールをきっかけに翌1948年に結成された八戸演劇研究協議会では代表に就任した。
八戸童話会は1945年の8月のみ、戦争のため年一回の「森のおとぎ会」を中止せざるを得なかったが、1946年には活動を再開した。勇太郎が理事長だった1952年末に八戸市鷹匠小路の中央劇場で初開催した「年末子ども大会」はたくさんの子どもが集まって大好評を博し、翌年夏から始めた「納涼子ども大会」とともに、八戸童話会が主催する2大祭りとして毎年開催されるようになった。八戸童話会はその後、1967年に久留島武彦文化賞を受賞している。

### 再度の上京と温泉史研究、青森民話研究の集大成
1955年に再度上京する。東京ではジャーナリストとしては、東京有名百味会の雑誌『百味』の編集長などを務めた。1961年、日本民俗学会に再入会。また、地方史研究協議会、武蔵野文化協会、歴史研究会などの会員にもなっている。
1966年、群馬県の草津温泉の歴史や伝承をまとめた書籍『草津温泉史話』を刊行。その後雑誌『温泉』（日本温泉協会）に「温泉の史話と伝説」を全13回（1972〜1973年）連載した。雑誌『温泉』寄稿時は「温泉民俗学・温泉史研究家」という肩書も使用した。
1970年、10年の歳月をかけて中沢晁三（1921-2003）とともにおこなった『温泉草津史料』全5巻の編纂を終える。東京大学史料編纂所の所員・元所員の小野信二（1911-1996）・臼井信義（1907-1992）の監修を経て第1巻は5年後の1975年に刊行された。草津の旧家出身の中沢晁三が保存・収集していた古文書類を整理したものであり、草津および草津領主湯本氏に関する史料を編年収録している。第1巻は建久4年（1193年）から天和3年（1683年）までの史料を収録。刊行は第1巻のみで途絶してしまい、すでに編纂が終わっていたという残りの4巻分は刊行されなかった。
1976年刊行の草津町の公式町史『草津温泉誌』第1巻（編集委員長：中沢晁三）では「近世の草津」を担当し、500頁超の分量を執筆している。「古代の草津」は尾崎喜左雄、「中世の草津」は萩原進が担当した。第2巻は勇太郎没後の1992年に刊行されており、勇太郎は関わっていない。
民話・口承文芸研究の方面では、1970年、『東奥日報』に前年に連載したものを加筆修正してまとめた『ふるさとの伝説 青森県の伝説散歩』を刊行。1972年には自身の昔話研究の集大成となる『青森県の昔話』を刊行した。翌1973年には、1930年刊行の『津軽むがしこ集』の復刻版が津軽書房から刊行された。復刻版には青森出身の民俗学者・森山泰太郎による推薦文が新たに付され、森山は「津軽の民衆の、心のオアシスを再現してくれた小さく愛すべき本書に魅せられて、むさぼるように読んだ記憶がまだ新しい。（中略）今も大切に本棚におさめている」と書いている。
1980年10月30日、心不全のため東京都小平市上水新町の自宅で死去。83歳没。翌1981年12月、勇太郎の蔵書は八戸童話会に寄贈された。

## 『青森県の昔話』（1972年刊）
本書は青森県に伝わる昔話282話型、600話超を、柳田國男や関敬吾の分類に従い「動物昔話」「本格昔話」「笑い話」の3つに大きく分類したうえで、さらに関敬吾『日本昔話集成』（1950〜1958年刊）に倣って細かく分類し配列したものである。
川合勇太郎が自ら採集した昔話のみならず、ほかの民俗学者・郷土史家が青森県各地で採話し、書籍または新聞、郷土誌等で発表した昔話も引用・分類している。本書での勇太郎以外の主な民話採集者（研究者）とその対象地域は以下の通り。
- 青森県三戸郡五戸町 - 能田多代子（『手っきり姉さま 五戸の昔話』）
- 青森県三戸郡階上町 - 荻沢甚作（郷土誌『はしかみ』）、和泉幸一郎（八戸郷土研究会「村の話」『奥南新報』連載）
- 青森県弘前市 - 斎藤正（『つがるむがしこ集』）
- 青森県八戸市 - 菊地久雄（八戸郷土研究会「村の話」『奥南新報』連載）、正部家種康
- 青森県中津軽郡西目屋村砂子瀬 - 森山泰太郎（『砂子瀬物語』）
- 青森県各地 - 夏堀謹二郎（八戸郷土研究会「村の話」『奥南新報』連載）、内田邦彦（『津軽口碑集』）

勇太郎が採集した昔話は主に祖母・ふぢ（南津軽郡藤崎町出身）から聞いたものだが、ほかに母（青森市）、伯母（青森市）、妻の母（福地村）から聞いた話も収録されている。以下に、本書収録の昔話のうち、勇太郎が親族から採話したものを挙げる。
祖母ふぢ
- ビキのつぶれた話
- 猿の婿入
- 天さのびだ豆コ
- 雪女房
- シガマの嫁コ
- 泡になって解けた雪娘
- 一把の藁が二十把
- 瓜姫子とあまのじやぐ
- 古寺の化物
- 娘になった仏様
- おぼコになった爺さま
- 藤崎のべんぞ
- 鼠穴さ入った爺さ
- 灰まぎ爺さま
- 爺さまの屁
- 田螺（たつぶ）になった「米んぶぐ」
- 歌よみあねさ
- 蚤と蚊と虱になる
- 絵猫と鼠
- 小坊（こんぼ）ばばいいが
- 宝物の精
- 薬コ一服チンカラリン
- 婿の挨拶
- 婿と沢庵
- 化物お萩
- 嫁の屁の話
- 嫁の百屁
- 目腐れ・がんべ・虱たがれ
- 豆粉屁
- 道楽息子と地蔵様
- 風売り
- 袷餅と綿入餅
- 鬼が逃げだ話
- 「でんべえ」と「はんべえ」
- 「びだ」と「ぐゎだ」
- 卵と達磨と味噌
- 爺さまの川普請
- 親棄山
- 「ぷっぷ」と「よいかん」
- ボダ餅食った本尊様
- 和尚のグミ漬
- 山寺の餅
- 十二の饅頭

母ちえ
- 六部ば殺した話
- 歌で改心させた奥方
- 槍コもった話

伯母きん
- 寝ござの長足
- 鼻なしの嘆き
- 歯なし女

妻の母
- 四人の坊様

勇太郎本人が採集したものとしてはほかに、主に上北郡の昔話が収録されている。

## 主な著作

### 書籍
- 『三本木平と其開拓以前：上北郡郷土資料』（私家版、1929年）
- 『津軽むがしこ集』（東奥日報社、1930年） - 表紙絵：芳賀まさお
  - 復刻版：『津軽むがしこ集 〈復刻版〉』（津軽書房、1973年）
- 『上北郡伝説集：上北郡郷土資料』（私家版、1931年）
- 『三本木平開拓小史』（青森県三本木町 : 新渡戸翁顕彰会、1936年5月）
- 『太素新渡戸傳翁』（青森県三本木町 : 新渡戸翁顕彰会、1936年6月）
- 『相坂平耕地整理組合の沿革と其事業』（青森県上北郡藤坂村 : 相坂平耕地整理組合、1936年11月）
- 『藤坂村誌』（藤坂村役場 経済更生委員会、1939年）
- 『忠烈南部五世勤皇』（川合勇太郎講述、相木司良編、郷土叢書第5輯、弘前：大日本同志会青森県支部、1942年）
  - 上記を紙芝居化したもの：『勤皇南部一族』（原作：川合勇太郎、脚本：鈴木景山、絵画：西正世志、製作：日本教育紙芝居協会、出版：日本教育画劇、1944年）
- 『草津温泉史話』（太平出版、1966年）
- 『ふるさとの伝説 青森県の伝説散歩』（津軽書房、1970年） - 『東奥日報』1969年5月〜9月連載
  - 神々への幻想 / 田村麻呂伝説 / 猿賀さまと乳井の毘沙門さま / 十三湖の伝説 / 義家／義経の伝説 / 時頼の廻国伝説 / 炭焼藤太の話 / 三戸古城から八戸へ / 外ヶ浜と八甲田の伝説 / 赤倉と大人（おおひと）と山姫 ほか / 貴人流寓の伝説 / 温泉の伝説 / 河童（メドツ）の伝説 / 雪女のはなし
- 『青森県の昔話』（津軽書房、1972年）
- 『温泉草津史料』第1巻（小野信二・臼井信義監修、川合勇太郎・中沢晁三編、中沢温泉研究所、1975年）
- 『草津温泉誌』第1巻（草津町誌編さん委員会編、草津町役場、1976年） - 尾崎喜左雄、萩原進との共著。勇太郎は「近世の草津」（513頁〜1080頁）を担当

### 雑誌・新聞掲載
『童話研究』（日本童話協会）
- 「津軽の童話」（1923年2号［3月］〜5号［9月］、1924年1号［5月］、全5回） - 20話
- 「陸中童話 瓢箪爺の話」（1924年2号［7月］）
- 「郷土童話 瓜姫子」（1924年3号［9月］）

『温泉』（日本温泉協会）
- 「伊豆の歴史と物語と」（1970年5月号）
- 「温泉の史話と伝説」（1972年1月号〜12月号、1973年2月号連載、全13回）
  1. 嶽温泉の山姫
  2. 馬と温泉のむすびつき
  3. 呪われた湯
  4. 毛人と蝦夷と温泉と
  5. 葉っぱに包んで捨てた湯
  6. 湯ノ峰温泉の小栗判官照手姫
  7. 昆陽池の一ツ目金魚
  8. 中世宗教文学と温泉
  9. 叫べば怒る湯の話
  10. 那須湯本の殺生石
  11. 弁慶が見つけた瀬見温泉
  12. 猿ヶ京の婆っさま
  13. 吉岡温泉の長者たち

その他
- 「奥山雑記」『土のいろ』1924年1月号［創刊号］（飯尾哲爾編、浜松子供協会土のいろ社）
- 「郷土童話 赤ん坊になった爺さんの話」[※ 3]『童話』1924年3月号（コドモ社）
- 「郷土伝説 鮫石と亀石」『陸奥の友』1925年1月号（陸奥の友社）
- 「観音院の仇討」文芸倶楽部1926年春季増刊『日本名代の大仇討』（博文館）
- 「八戸藩庁日記と安藤昌益」『日本歴史』1951年3月号、日本歴史学会
- 「俚郷談八戸の角力」『八戸新聞』1952年9月1日
- 「お伝異聞 逮捕したのは佐藤尚武氏の実父」『歴史研究』1960年3月号、人物往来社歴史研究会
- 「一茶と鷺白と糸弓のこと」長野郷土史研究会機関誌『長野』第6号（1965年10月）

また、以下の署名記事（『東奥日報』）が書籍に収録されている。
『昭和戦前期怪異妖怪記事資料集成』上巻（湯本豪一編、国書刊行会、2016年） - 昭和元年（1926年）〜昭和6年（1931年）の記事を収録
- 津軽の昔話と伝説に現われた化物（pp.606-608、『東奥日報』昭和4年〈1929年〉7月7日）
- 津軽の人魚の話（pp.616-618、『東奥日報』昭和4年〈1929年〉7月14日）
- 南部の祟り田 七戸と八戸地方に残る怪談（pp.719-721、『東奥日報』昭和4年〈1929年〉7月28日）
- 三本木野狐譚 狐の柵立と狐隊の話など（pp.740-741、『東奥日報』昭和4年〈1929年〉8月11日）

## 影響

### 太宰治の短編「雀こ」への影響
太宰治が全編津軽方言の短編小説「雀こ」（1935年）を書くにあたって、川合勇太郎『津軽むがしこ集』（1930年）収録の「長いむがしコ 烏と橡の実」を参照した可能性が高いことを直木賞作家の長部日出雄が指摘している。長部は、青森出身である太宰が幼いころに「烏と橡の実」を「自分の耳で聞いた可能性は十分にあったであろう」と認めつつ、『津軽むがしこ集』収録の「長いむがしコ 烏と橡の実」と太宰の「雀こ」の冒頭部が「基本的な表記においてほぼ同一といっていいくらい共通している」ことから、「雀こ」の執筆に際して太宰が『津軽むがしこ集』を参照したであろうことは「まず疑いを容れない」と述べている。

### 青森の怪異の記録として
川合勇太郎の研究は一面では青森に伝わる怪異の記録にもなっており、『昭和戦前期怪異妖怪記事資料集成』上巻（湯本豪一編、国書刊行会、2016年）に『東奥日報』での署名記事がいくつか収録されているほか、『日本怪異妖怪事典 東北』（笠間書院、2022年）では『ふるさとの伝説 青森県の伝説散歩』（1970年）、『青森県の昔話』（1972年）が参考文献として挙げられ、そこからいくつかの怪異が紹介されている。